# Liste der Museen im Saarland
Diese Liste der Museen im Saarland verzeichnet alle Museen und Ausstellungshäuser im Saarland.

## B
- Beckingen, Landkreis Merzig-Wadern
  - Dorfmuseum Düppenweiler
  - Historisches Kupferbergwerk Düppenweiler
  - Westwallmuseum Haustadt „Gruppenunterstand“
- Bexbach, Saarpfalz-Kreis
  - Saarländisches Bergbaumuseum
- Blieskastel, Saarpfalz-Kreis
  - Gertrud Rittmann-Fischer-Emaille-Museum in der Orangerie

## D
- Dillingen, Landkreis Saarlouis
  - Museum Pachten
  - Westwallbunker (Pachten)

## E
- Eppelborn, Landkreis Neunkirchen
  - Jean-Lurçat-Museum Eppelborn
  - Bauernhaus Habach
  - Heimatmuseum Eppelborn, seit 2014 wegen Brandschutzmängeln für die Öffentlichkeit nicht zugänglich

## F
- Freisen, Landkreis St. Wendel
  - Landwirtschaftsmuseum Freisen
  - Landwirtschaftsmuseum Reitscheid
  - Mineralogisches Museum Oberkirchen

## G
- Gersheim, Saarpfalz-Kreis
  - Museum für dörfliche Alltagskultur in Rubenheim
  - Europäischer Kulturpark Bliesbruck-Reinheim (Parc Archéologique Européen Bliesbruck-Reinheim)

## H
- Homburg, Saarpfalz-Kreis
  - Burg- und Schlossmuseum Jägersburg in der Gustavsburg
  - Römermuseum Schwarzenacker inklusive Edelhaus mit Barockgarten und Bildern von Johann Christian von Mannlich
  - Städtische Galerie

## I
- Illingen, Landkreis Neunkirchen
  - Museum Illingen
  - VSE Elektromuseum im Solarhaus (wegen geringer Nachfrage geschlossen)
- Illingen-Wustweiler, Landkreis Neunkirchen
  - Heimatstube Wustweiler

## K
- Kirkel, Saarpfalz-Kreis
  - Heimat- und Burgmuseum
  - Sammlung Philippi

## L
- Losheim, Landkreis Merzig-Wadern
  - Museumsbahn und Eisenbahnmuseum des MECL Museums Eisenbahn Club

## M
- Mandelbachtal, Saarpfalz-Kreis
  - Zollmuseum Habkirchen
- Marpingen, Landkreis St. Wendel
  - Heimatmuseum Urexweiler
- Merchweiler, Landkreis Neunkirchen
  - Heimatmuseum Wemmetsweiler
- Merzig, Landkreis Merzig-Wadern
  - B-Werk Besseringen
  - Expeditionsmuseum Werner Freund
  - Feinmechanisches Museum Fellenberg-Mühle
  - Handwerks- und Industriemuseum Fellenbergsmühle
  - Hochwaldbahn im Hunsrück HWB Hochwaldbahn e. V.
  - Museum Schloss Fellenberg
- Mettlach, Landkreis Merzig-Wadern
  - Keramik-Museum im Schloss Ziegelberg
  - Keravision Villeroy und Boch in der Alten Abtei
  - Westwallmuseum Mettlach

## N
- Nalbach, Landkreis Saarlouis
  - Westwallmuseum Nalbach  „Regelbau 23“
- Neunkirchen
  - Heimatmuseum Wiebelskirchen
  - Neunkircher Zoologischer Garten
  - Heimatmuseum Heinitz
  - Gasmaschinenzentrale Heinitz
- Nohfelden, Landkreis St. Wendel
  - Museum für Mode & Tracht

## O
- Oberthal, Landkreis St. Wendel
  - Millpetersch Haus Güdesweiler
- Ottweiler, Landkreis Neunkirchen
  - Heimatmuseum Steinbach
  - Saarländisches Karnevalsmuseum
  - Saarländisches Schulmuseum
  - Stadtgeschichtliches Museum Ottweiler

## P
- Perl, Landkreis Merzig-Wadern
  - Römische Villa Nennig
  - Westwallmuseum Sinz

- Püttlingen
  - Saarländisches Uhrenmuseum

## R
- Rehlingen-Siersburg, Landkreis Saarlouis
  - Heimatmuseum Rehlingen im Schloss

## S
- Saarbrücken, Regionalverband Saarbrücken
  - Abenteuermuseum (gegenwärtig ohne Standort)
  - Arzneipflanzenmuseum
  - Geologisches Museum
  - Museum St. Arnual
  - Historisches Museum Saar
  - Literaturarchiv Saar-Lor-Lux-Elsass
  - Museum für Vor- und Frühgeschichte
  - Saarlandmuseum mit
    - Museum in der Schlosskirche
    - Alte Sammlung
    - Moderne Galerie

  - Sepulkralmuseum
  - Zentrum für Biodokumentation
- Saarlouis, Landkreis Saarlouis
  - Museum Haus Ludwig für Kunst
  - Postgeschichtliche Sammlung Saarlouis
  - Städtisches Museum Saarlouis
- St. Ingbert, Saarpfalz-Kreis
  - Albert-Weisgerber-Museum (zurzeit ohne Standort)
  - Besucherbergwerk Rischbachstollen
  - Saarländisches Karnevalsmuseum
  - „Heimatstube“, Heimatmuseum Hassel
- St. Wendel, Landkreis St. Wendel
  - Adolf Bender Zentrum
  - Dörrenbacher Heimatmuseum
  - Dorfmuseum Niederlinxweiler in der Dorfschule
  - Galerie im Zwinger
  - Missions- und völkerkundliches Museum
  - Museum St. Wendel: Mia-Münster-Haus

## T
- Tholey, Landkreis St. Wendel
  - Abteimuseum St. Mauritius
  - Heimatmuseum Tholey-Neipel
  - Johann-Adams-Mühle
  - Schaumbergturm

## U
- Überherrn, Landkreis Saarlouis
  - Burgmuseum Felsberg Teufelsburg

## W
- Wadern, Landkreis Merzig-Wadern
  - Stadtmuseum Wadern im Öttinger Schlößchen
- Wadgassen, Landkreis Saarlouis
  - Deutsches Zeitungsmuseum im Haus der Druckmedien
  - museum. academia wadegotia
  - Saarländisches Zweiradmuseum (geschlossen seit 2008)
  - Zentrum für Druck- und Buchkultur im Haus der Druckmedien
  - Haus für Technik und Kommunikation Hofgebäude Wadgassen
- Wallerfangen, Landkreis Saarlouis
  - Emilianusstollen in St. Barbara
  - Heimatmuseum Wallerfangen
- Weiskirchen, Landkreis Merzig-Wadern
  - Museum für mechanische Musik und Kuriosa